# Ám ảnh tình dục
Ám ảnh tình dục (Sexual obsessions) là những suy nghĩ dai dẳng và khôn nguôi về hoạt động tình dục. Những nghiên cứu ở xã hội phương Tây và các nước công nghiệp phát triển cho thấy trong bối cảnh rối loạn ám ảnh cưỡng chế (OCD) thì những suy nghĩ ám ảnh này cực kỳ phổ biến và có thể làm cho cơ thể và tinh thần của bệnh nhân trở nên cực kỳ suy nhược, khiến người bệnh xấu hổ về các triệu chứng và miễn cưỡng tìm kiếm sự giúp đỡ. Tuy nhiên, mối bận tâm về các vấn đề tình dục không chỉ xảy ra như một triệu chứng của OCD, chúng có thể là sự kích thích trong các bối cảnh khác (tức là tưởng tượng về tình dục). Rối loạn ám ảnh cưỡng chế liên quan đến những suy nghĩ hoặc hình ảnh không mong muốn gây lo lắng hoặc can thiệp vào cuộc sống của một cá nhân, sau đó là các hành động tạm thời làm giảm sự lo lắng do ám ảnh gây ra. 

## Đại cương
Các chủ đề ám ảnh điển hình tập trung vào ô nhiễm, bệnh tật, lo lắng về thảm họa và sự trật tự-hỗn loạn. Tuy nhiên, những người mắc chứng OCD cũng bị ám ảnh về bạo lực, các câu hỏi về tôn giáo và trải nghiệm xác thịt. Có tới một phần tư số người mắc chứng OCD có thể bị ám ảnh tình dục, và một số ám ảnh tình dục OCD có liên quan đến lạm dụng tình dục thời thơ ấu của những người mắc chứng OCD. Những suy nghĩ cứ lặp đi lặp lại về tình dục được nhận thấy ở nhiều rối loạn ngoài OCD, nhưng những rối loạn này không liên quan đến OCD. Ví dụ, những suy nghĩ về tình dục không liên quan đến OCD thường phổ biến ở những người mắc paraphilia, rối loạn căng thẳng sau sang chấn, rối loạn chức năng tình dục hoặc nghiện tình dục. Những suy nghĩ và cảm xúc thân xác cứ lặp đi lặp lại trong những tình huống này đôi khi được gọi là ám ảnh tình dục, có thể bao gồm khuynh hướng tình dục của một người, nghi ngờ và hoặc sợ hãi về việc đồng tính luyến ái hoặc bị người khác coi là đồng tính luyến ái. Tuy nhiên, nội dung, hình thức và ý nghĩa của chúng khác nhau tùy thuộc vào chứng rối loạn, với những ám ảnh tình dục của OCD không chỉ là không tự nguyện mà còn không mong muốn, và gây ra sự đau khổ và đau khổ về tinh thần cho người mắc OCD. 
Bởi vì tình dục mang tầm quan trọng đáng kể về mặt cảm xúc, đạo đức và tôn giáo nên nó thường trở thành thỏi nam châm thu hút những nỗi ám ảnh ở những người dễ mắc chứng OCD. Các chủ đề phổ biến bao gồm sự không chung thủy, hành vi lệch lạc, ấu dâm, sự không chung thủy hoặc phù hợp của bạn đời và những suy nghĩ kết hợp giữa tôn giáo và tình dục. Những người bị ám ảnh tình dục có thể có những lo lắng chính đáng về sức hấp dẫn, tiềm năng hoặc đối tác của họ, điều này có thể đóng vai trò là chất xúc tác vô thức cho những ám ảnh. Nỗi ám ảnh tình dục có nhiều hình thức. Ví dụ, một người mẹ có thể ám ảnh về lạm dụng tình dục con mình. Cô ấy có thể tự hỏi liệu những suy nghĩ này có nghĩa là cô ấy là một kẻ ấu dâm hay không và lo lắng rằng cô ấy có thể hành động như vậy, mặc dù thực tế là cô ấy chưa bao giờ lạm dụng tình dục bất kỳ ai và cảm thấy kinh tởm với ý tưởng đó. Một ví dụ khác là một người đàn ông lo lắng rằng anh ta có thể vô tình làm một người phụ nữ có thai khi bắt tay cô ấy vì anh ta không đủ cẩn thận trong việc rửa tay sau khi chạm vào bộ phận sinh dục của mình. 
Bệnh nhân cũng có thể trải qua nỗi sợ hãi rằng nỗi ám ảnh của họ đã được thực hiện, và điều này khiến họ đau khổ và đau khổ về tinh thần. Sự thiếu hiểu biết và hiểu lầm của công chúng về OCD, phần lớn là do thông tin sai lệch về chứng rối loạn này, thường dẫn đến giả định rằng những người mắc bệnh là tội phạm hoặc kẻ lệch lạc xã hội. Sau đó, điều này có thể củng cố niềm tin hằn lên trong tâm trí của người đau khổ rằng họ thực sự đã phạm tội hoặc hành động trái đạo đức, trong khi họ không phạm tội hoặc dẫn đến nghi ngờ. Điều này gây ra sự đau khổ lớn cho người mắc chứng OCD, và đôi khi dẫn đến việc người mắc bệnh phải "thú tội" - đôi khi là với cảnh sát - và có ý định hoặc ý định tự tử. 
Giữa những dòng suy nghĩ miên man, những ám ảnh về tình dục có vẻ như thật. Đôi khi, những người mắc chứng OCD tin rằng nỗi ám ảnh của họ là có thật, và trong trường hợp như vậy, họ sẽ bị cho là "kém sáng suốt". Nhưng đại đa số những người mắc chứng OCD ở một thời điểm nào đó đều nhận ra rằng nỗi sợ hãi của họ là cực đoan và không thực tế. Vấn đề là mặc dù họ biết nỗi ám ảnh là sai, nhưng nó cảm thấy là thật. Những cá nhân này không thể hiểu tại sao họ không thể gạt bỏ nỗi ám ảnh ra khỏi tâm trí. Nỗi ám ảnh có thể tạm thời giảm bớt khi đối mặt với một lập luận hợp lý hoặc sự trấn an từ người khác, nhưng có thể tăng đột biến khi mất cảnh giác trước một tác nhân tình dục. Nỗi ám ảnh về tình dục có thể đặc biệt gây rắc rối cho người mắc chứng OCD, vì một điều gì đó quan trọng và được trân trọng lại trở thành cơn ác mộng đối lập với nó. Những người bị ám ảnh tình dục đặc biệt có khả năng đồng thời bị ám ảnh tôn giáo và hung hăng, trầm cảm lâm sàng và tỷ lệ rối loạn kiểm soát xung lực cao hơn mặc dù sau này ít phổ biến hơn ở bệnh nhân OCD.